# Rosina Lavonius
Rosina Lavonius, född von Haartman den 29 juni 1821, död 11 januari 1890, var en finländsk brevskrivare. Hon var gift med Alexander Lavonius (1802–1875), Rysslands minister i Stockholm och guvernör i Uleåborg i ryska storfurstendömet Finland.